# Theridion cowlesae
Theridion cowlesae là một loài nhện trong họ Theridiidae.
Loài này thuộc chi Theridion. Theridion cowlesae được Herbert Walter Levi miêu tả năm 1957.